# Cronache di Boscofondo
Cronache di Boscofondo (titolo originale Beyond the Deepwoods - The Edge Chronicles 1998) è un romanzo fantasy per ragazzi scritto da Paul Stewart e illustrato da Chris Riddell, edito in Italia nel 1999 e ripubblicato nel 2004 con il titolo di Verso le Terre del Margine. È il primo volume della serie Saga di Boscofondo ed è seguito da Cronache del bordo.

## Trama
La storia comincia in un villaggio di troll legnaioli, nel cuore verde della terribile e gigantesca foresta chiamata Boscofondo, popolata da innumerevoli e bizzarre creature di ogni sorta, come sanguiquercie, gnacgnac, volvermi, e goblin di varie razze, ma la più pericolosa è senza dubbio il perfido Mordicuore.
Oltre Boscofondo vi è la Città Bassa, una delle quattro parti del Bordo. Questa città, piena di industrie, è legata con una catena alla città galleggiante, Santafrasso, che è un'altra delle quattro parti del Bordo ed è anch'essa zona pericolosa, in quanto ospita i giardini di pietra. Le altre due parti del Bordo sono la Selva del Crepuscolo e la Palude, tutte zone molto poco ospitali.
Fruscello è un ragazzo che è vissuto in mezzo ai troll legnaioli credendo che sua madre fosse Spelda Strappalegno e suo padre Tuntum Strappalegno. I suoi veri genitori in realtà non sono loro, come Fruscello scopre all'età di 13 anni. Da quel giorno avrà molte avventure lottando contro i lappagoblin, la loro madre, un cragnosecco, e vari altri personaggi. Finalmente incontrerà il suo vero padre, un pirata volante dei più stimati, Quintinius Verginix, detto anche Lupo delle Nubi.

## Personaggi principali

### Protagonisti
- Fruscello: Ha vissuto pensando di essere un troll ma, non essendosi mai visto allo specchio non si era mai accorto di essere diverso.Personaggio tra il coraggioso e il codardo, amabile od odiabile. Il Brucello lo deve proteggere. Il suo nome deriva da un'idea del guru Pelocrespo.

- Pelocrespo: Il guru dei troll legnaioli crede che non ci siano nessi tra l'essere e l'avere, ma ce ne siano un bel po' tra il giovane ed il vecchio. Infatti, il giovane e il vecchio sono creature uguali. Le cose che non può fare il bambino non può fare l'anziano. Questo vale per tutti tranne che per lui stesso. Da piccolo faceva cose strabilianti, e per i bambini che non riescono a darsi un nome glielo dà Pelocrespo. E questo è il caso di Fruscello.

### Antagonisti
- Mamma lappagoblin: Capo dei lappagoblin.
- Mag e Mammetta: Due troglochesse violentissime.
- Gnacgnac: Divoratori di goffoloni.
- Ciucciamarcio: Pipistrello marrone gigante con proboscide.
- Volverme: grosso verme volante, di colore verde.
- Tessimici e lattolarve: Creature che creano il miele rosa per la gozzimamma.
- Sanguiquercia: Quercia assassina che fa trasformare Mag in una troglorchessa con il suo sangue.
- Cragnosecco: Si trasforma in Spelda per attirare Fruscello.
- Garbugliolo: Mercante di schiavi che cattura i servitori con dei lupi dal collare bianco.
- Mordicuore: Creatura cornuta che inganna tutto e tutti. Il personaggio compare anche in Cronache dell'Ombra degli stessi autori.

### Amici e alleati
- Goffolone: Grosso animale peloso ma buono, sbranato dagli gnacgnac.
- Brucello: grosso uccello parlante che si è preso la responsabilità di proteggere Fruscello dal momento che ha assistito alla sua schiusa.

## Edizioni
- Stewart Paul, Riddell Chris, Cronache di Boscofondo, collana Contemporanea, Mondadori, ISBN 88-04-47018-6.